# Žilinský regionální integrovaný dopravní systém
Žilinský regionální integrovaný dopravní systém (ŽRIDS) byl integrovaný dopravní systém na Slovensku v Žilinském samosprávném kraji, vzniklý v roce 2003. Spočívá v tarifním přidružení železniční trati ŽSR č. 126 Žilina - Rajec k systému městské hromadné dopravy v Žilině. Zrušen byl 10. července 2022 současně se spuštěním první etapy Integrovaného dopravního systému Žilinského samosprávného kraje, který jej plnohodnotně nahradil.

## Zapojení železniční tratě do systému
Dnešní ŽRIDS začal vznikat v roce 2003 po zrušení osobní dopravy na trati č. 126 Žilina - Rajec. Město Žilina, Žilinský samosprávný kraj a obce při trati zahájily spolupráci se Slovenskou investiční a realitní společnosti a. s. (SIRS). Od února do dubna 2003 provozovala osobní dopravu na trati přímo SIRS, pak dopravu převzala Železniční společnost Slovensko na základě smlouvy se SIRS. Tato trať byla první z 26 slovenských tratí se zastavenou osobní dopravou, kde byla osobní doprava obnovena.
Od 30. dubna 2003 byl jízdní řád na trati provázán s jízdním řádem žilinské městské linky č. 2.
Od podzimu 2003 byly do všech motorových i vlečných vozů na trati nainstalovány strojky na označování jízdenek pro jízdenky městské hromadné dopravy, čímž fakticky vznikl integrovaný dopravní systém ŽRIDS. Je zde zaveden samoobslužný systém odbavování cestujících, tedy cestující je povinen si neprodleně po nástupu do vlaku označit svou jízdenku.
Později byl na trati zaveden zónový tarif.

## Stanice a zóny
| číslo zóny | název zóny                                | Poznámky       |
| ---------- | ----------------------------------------- | -------------- |
| 1          | MHD Žilina                                | Nad 5 zastávek |
| 2          | MHD Žilina                                | Do 5 zastávek  |
| 3          | Žilina Železniční stanice                 |                |
| 4          | Žilina-Záriečie/Žilina-Solinky            |                |
| 5          | Bytčica/Lietavská Lúčka/Porúbka           |                |
| 6          | Poluvsie/Rajecké Teplice/Konská pro Rajci |                |
| 7          | Zbyňov/Kl'ače/Rajec                       |                |